# Watertoren Amstelveenseweg
De watertoren aan de Amstelveenseweg in Amsterdam-Zuid is ontworpen door de architect Piet Elling en gebouwd in 1965. Hij heeft een hoogte van 40 meter en één waterreservoir van 2335 m³. Het waterreservoir is van staal, daaromheen is een mantel van aluminium waardoor de toren bij felle zon goed zichtbaar is.
Deze watertoren is nog steeds in gebruik bij het plaatselijk waterleidingbedrijf, sinds 2006 een onderdeel van Waternet.

## Lady Solid
Naast de watertoren staat een waterpompstation. Voor dit gebouw staat sinds 1997 het beeld "Lady Solid" (ook wel bekend als het "Waternetmeisje") van Caro Bensca. Het terrein van 100 bij 250 meter ligt dicht bij de De Boelelaan en het VU Medisch Centrum en bij het ING House.

## Foto's

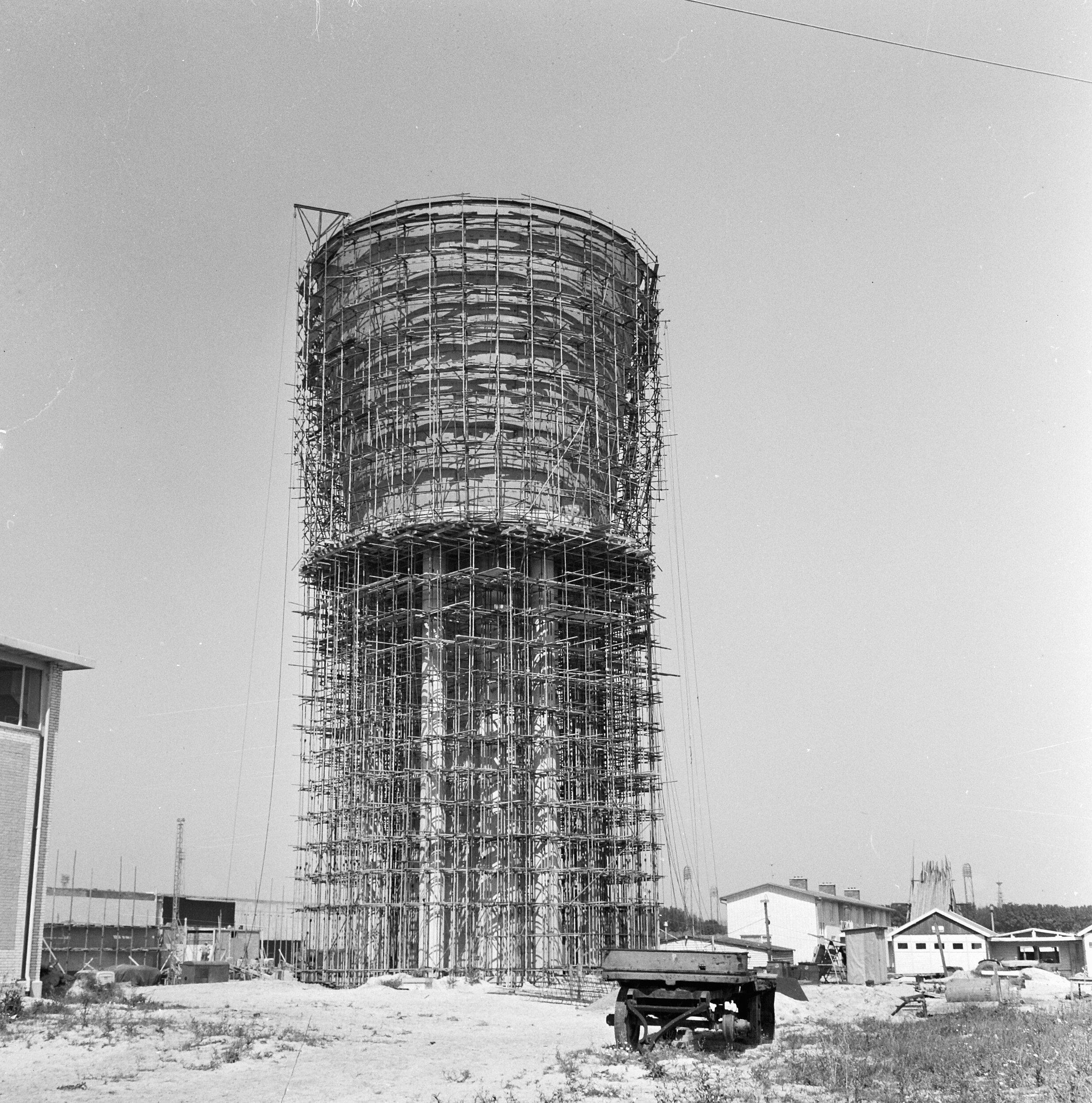
Toren in aanbouw (1964)
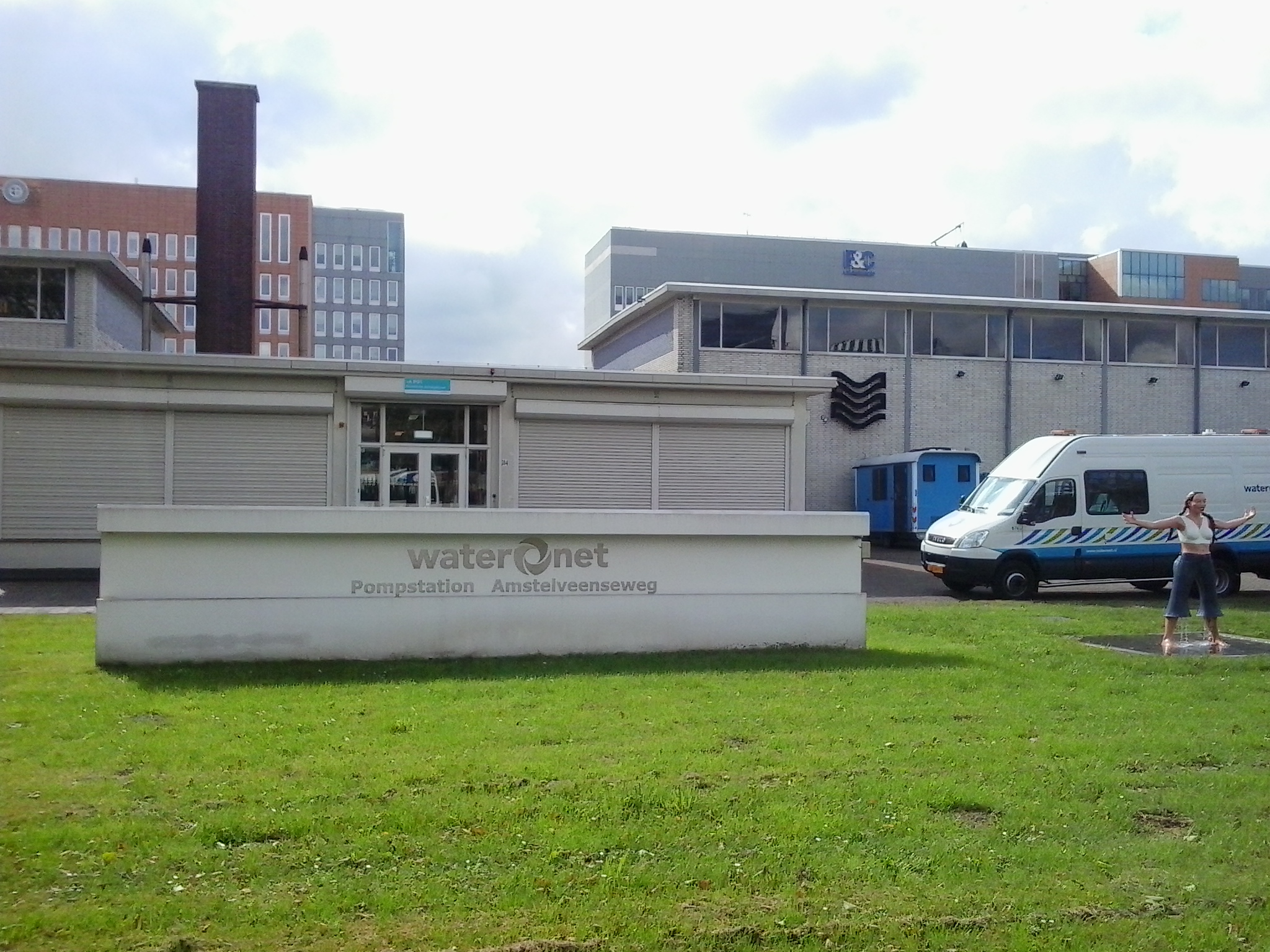
Pompstation Amstelveenseweg
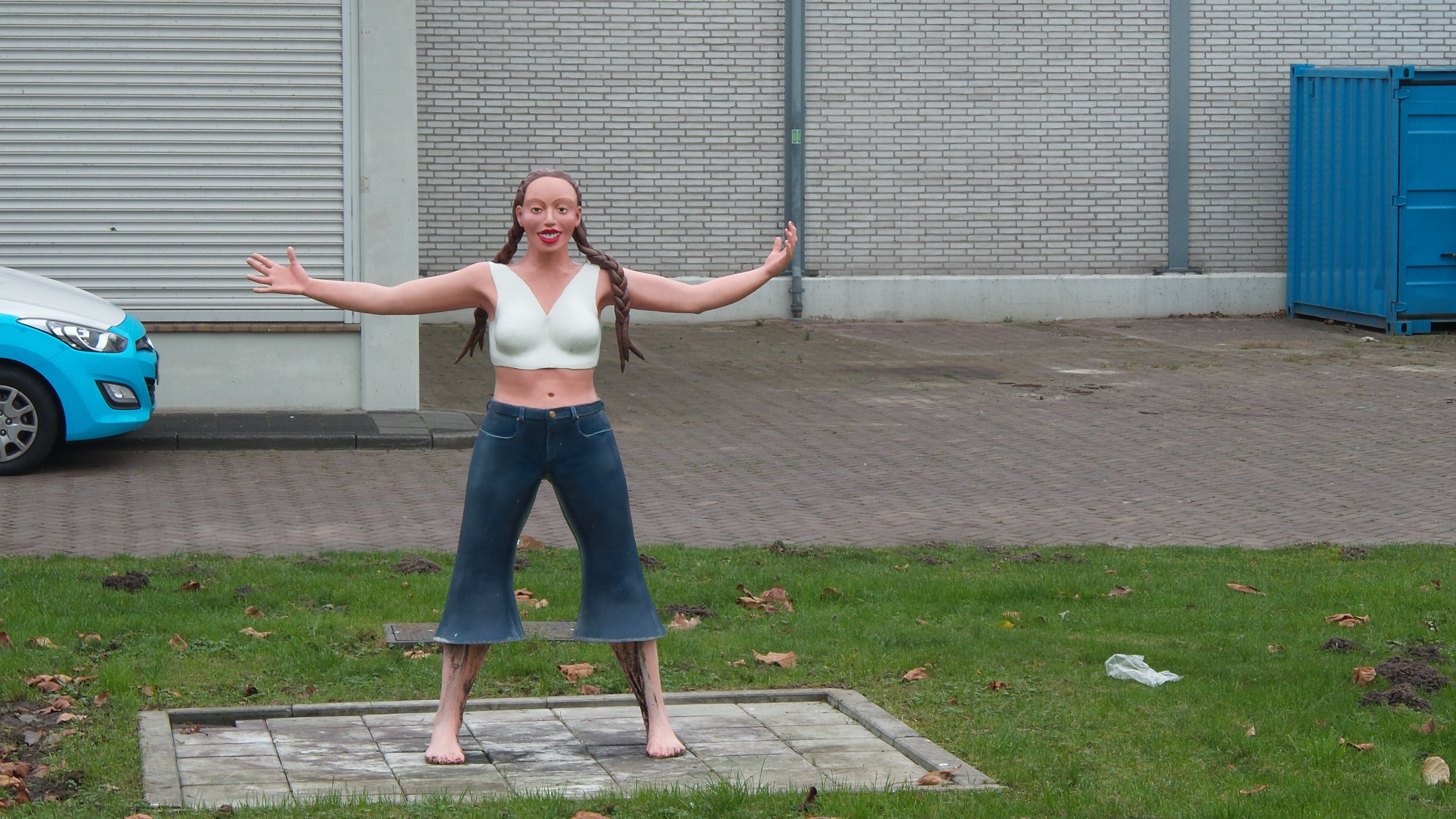
Lady Solid